# Youri Messen-Jaschin
Youri Messen-Jaschin (ur. w 1941 roku w Arosa) – malarz, rzeźbiarz i twórca instalacji pochodzenia łotewskiego.

## Życiorys
Od dziecka marzył, by zostać malarzem, jednak jego ojciec (który w danym momencie pracował w zakładzie produkujących urządzenia do redukcji emisji dwutlenku węgla dla statków i lokomotyw) był temu przeciwny. Po negocjacjach uzgodnili, że przez dwa lata Youri będzie pracować w fabryce, a potem jego ojciec opłaci mu naukę w École des Beaux-Arts Paryżu. Jednak ojciec nie dotrzymał słowa. Messen-Jaschin zabrał więc posiadane oszczędności i udał się do Paryża. Tam pracował w nocy, spał 3 godziny na dobę, a w ciągu dnia uczył się w École des Beaux-Arts.
W połowie lat 60. kontynuował naukę w Lozannie, pracując jednocześnie na poczcie. Pracował dwa lata w Center of Contemporary Engraving w Genewie.
Jego pierwsza wystawa odbyła się na EXPO w Lozannie w 1964, gdzie zaprezentował kinetyczne rzeźby ze szkła i żywicy akrylowej. W 1967 roku wystawiał swoje prace w Skandynawii. W 1967 roku podczas wystawy w Muzeum Sztuki w Göteborgu poznał Jesusa Rafaela Soto, Carlosa Cruz-Dieza i Julia Le Parca. Pod ich wpływem zainteresował się sztuką optyczną.
Po długim czasie spędzonym w Nowym Jorku Youri powrócił do Szwajcarii, gdzie osiadł na 11 lat.
W tym czasie odbyło się wiele wystaw w Kunsthalle, a także w innych muzeach, takich jak Kunsthaus w Zurychu, Ecole Polytechnique, Federal w Zurychu, czy Gabinet of Prints w Genewie.
W Wenezueli mieszkał kilka lat. Otrzymał dotację z Foundation Mendoza i Yonekura Industrial i zaprojektował scenografię w Sala of Conciertos del Ateneo del Teatro Ateneo i Ana Julia Rojas del Ateneo w Caracas. Był zapraszany do wystawienia swojej sztuki w różnych miejscach: VI Festival Internacional de Teatro, Fundacion Eugenio Mendoza, Stowarzyszenie Kultury Humboldt (Instytut Goethego) oraz Alliance française.
W 1986 roku uczestniczył w wystawie grupy „Die Welt der Schaustellerei” w Lozannie. Brał udział w World Festiwal of Art on Paper w Kranju w 2000 roku.

## Najważniejsze dzieła

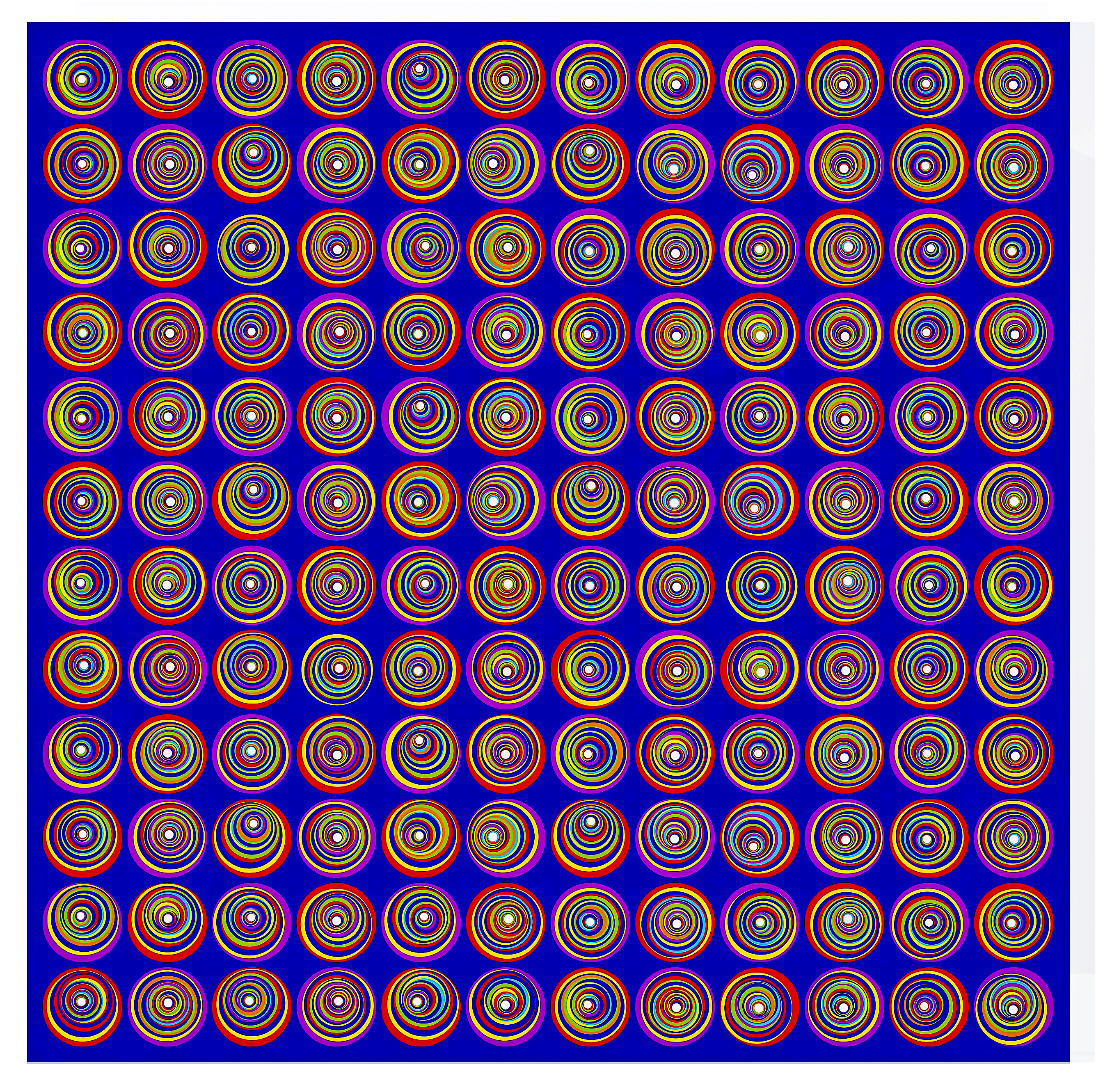
Variation on Z_{N} spin model, wielkoformatowa serigrafia Op-art na aluminium, 2021.

## Wideo
Zobacz cały film na Wikimedia Commons

## Wystawy
- 1959 Internationaal markt van de kunsten Assen;
- 1960 Galerie „La Palette” Paris;
- 1960 Kunstheater Berno;
- 1960 Galeria 2000 Mediolan;
- 1960 Galeria del Nociolo Lugano;
- 1963 Galerie St.Gill Paris;
- 1964 Vieux Bourg Lozanna;
- 1964 Kunstgalerie Sztokholm;
- 1964 Centre de la Gravure contemporaine Geneva;
- 1964 Expos 64 Lozanna;
- 1964 Universitet Göteborg;
- 1964 Studentföreningen Gallery Göteborg;
- 1964 Galerie Migros Ginevra;
- 1964 Galerie Migros Neuchâtel;
- 1965 Atelier-Theater Berna;
- 1965 Galerie la Toile d’Araignée Chardonne-sur-Vevey;
- 1966: Modern Nordisk Konst, Karlstad
- 1966: Galerie du Vieux Bourg, Lozanna
- 1967: Modern Nordisk Konst, Göteborg
- 1968: Musée Rath, Genewa
- 1969: Musée d’Art et d’Histoire (1er Salon Suisse de la Gravure contemporaine), Genewa
- 1970: Gould GmbH, Fryburg Bryzgowijski
- 1970: Saipa SA, Lugano
- 1970: Expo-Form 70 Röhsska Museet, Göteborg
- 1970: Franskacenter Göteborg
- 1971: Foundation Gould corporation Fryburg Bryzgowijski
- 1971: Gewerbemuseum, Berno
- 1972: Aktionsgalerie 2, Berno
- 1972: Kunstkeller, Berno
- 1973: Müstermesse Bazylea
- 1973: Gewerbemuseum, Berno
- 1973: Salon des Antiquaires, Lozanna
- 1974: Aktionsgalerie 1, Berno
- 1973/74: Kunsthalle, Berno
- 1974: Aktionsgalerie 1, Berno
- 1974: Semaine culturel, Moutier
- 1974: Kunstmuseum, Lucerna
- 1974: Galerie Bertram Burgdorf
- 1974/75: Kunsthalle, Berno
- 1975: Aktionsgalerie 1, Berno
- 1975: Gewerbemuseum, Berno
- 1975: 2ème Salon International de l’architecture d’intérieur, Genewa
- 1975: Leuebrüggli, Langenthal
- 1975: 2ème Biennale de l’Humour et du Satire, Gabrowo
- 1975/76 Kunsthalle, Berno
- 1976: Musée des Beaux-Arts Le Locle
- 1976: Mostra nazionale de sculptura, Vira Gambarogno
- 1977: Fondation le Grand Cachot
- 1977: Kunsthalle, Berno
- 1977: Musée d’Art et d’Histoire, Fryburg
- 1978: Gewerbemuseum, Berno
- 1978: „Sculpture en Liberté”, Nyon
- 1978: Galerie Henry Meyer, Lozanna
- 1979: Atelier Urs Gerber Spiez / Kunst-Gesellschaft Spiez
- 1979: Kunstmuseum, Berno
- 1980: Gewerbemuseum, Berno
- 1990: „Swissdata” (Mustermesse), Bazylea
- 1997: Société de Banque Suisse, Renens
- 1997-1998: Galerie Humus, Lozanna
- 1998: 2nd Angel Orensanz Foundation/Center for the Arts «Installation Art Award», Nowy Jork
- 1998: Galerie Bertram, Burgdorf
- 2000: „Plastique” Musée Arlaud, Lozanna
- 2007: LipanjePuntin artecontemporanea, Rzym
- 2007: Musée de l’Elysée „Tous photographes”, Lozanna
- 2007 International Print Exhibition Tokyo 2007 Tokyo;
- 2012 Mise à Sac Visarte Villa Dutoit Petit Saconnex-Geneva;
- 2013 Youri Messen-Jaschin Op Art Galerie du Château Renens-Lozanna;
- 2013 Youri Messen-Jaschin le magicien du Op Art Aminterartmania Ltd Lozanna
- 2016 – Chanel 1, Telewizja, Moskwa
- 2017 – Aperti, Lozanna
- 2017–2018 – Galeria Kornfeld, Berno
- 2018 – POPA Muzeum Sztuki Współczesnej, Porrentruy
- 2018 – Rencontres à Rossinière: 30 artystów pracuje z drewnem, Rossinière
- 2019 – Galeria Zamkowa, Renens
- 2019 – Nowy Jork, międzynarodowy konkurs sztuki, wystawa cyfrowa
- 2019 – Art Room Gallery, nagroda online „Artifact”, San Diego
- 2020 – Galeria Zamkowa, Renens
- 2020 – Międzynarodowe Biennale Sztuki Współczesnej, Mesagne, Włochy
- 2022 – URBANSIDE Gallery, Zurych (wystawa zbiorowa)
- 2022 – POPA Muzeum, Porrentruy
- 2022 – Casa de Arte, Palma, Hiszpania (wystawa zbiorowa)
- 2022 – Art Basel Miami Beach, Miami, Stany Zjednoczone (wystawa zbiorowa)
- 2023 – Art Lab, Venice Beach, Los Angeles, USA (wystawa zbiorowa)
- 2023 – Jonathan Schulz Gallery, Miami, USA (wystawa zbiorowa)
- 2023 – Thompson Gallery, Zug (wystawa zbiorowa)
- 2023 – Casa del Arte, Palma de Mallorca (wystawa zbiorowa)
- 2023 – Aperti XVIII, Lozanna
- 2023 – New York Art Weeks, Nowy Jork (wystawa zbiorowa)
- 2023 – Finity Gallery, Berlin (wystawa zbiorowa)
- 2023 – Art Basel, Bazylea (wystawa zbiorowa)
- 2023 – Nicoleta Gallery, Berlin (wystawa zbiorowa)
- 2023 – Cipriarte, Wenecja (wystawa zbiorowa)
- 2023 – Zürich 5.0, główny dworzec kolejowy, Zurych (wystawa zbiorowa)
- 2023 – Andie Art Gallery, Ateny (wystawa zbiorowa)
- 2023–2024 – Andakulova Gallery, Dubaj, Zjednoczone Emiraty Arabskie (wystawa zbiorowa)
- 2023–2024 – Wirtualna wystawa, Amsterdam
- 2024 – Aperti XVIII, Lozanna
- 2024 – Artspace Innovations „Times Square”, Nowy Jork
- 2024 – Musée Alexis Forel, Morges, Szwajcaria (edycja specjalna – 6 przypinek artystów)
- 2024 – Pyxis, Lozanna (wystawa zbiorowa)
- 2025 – Aperti XIX, Lozanna
- 2025 – Creative Switzerland – Art Basel 2025
- 2025 – Fondation Ferme du Grand-Cachot-de-Vent
- 2025 – Andata.Ritorno, Genewa